# Bizalom
Pour plus de détails, voir Fiche technique et Distribution.
Bizalom (Confiance) est un film hongrois réalisé par István Szabó, sorti en 1980. Le film fut nommé à l'Oscar du meilleur film en langue étrangère.

## Synopsis
Pendant les derniers mois de la Seconde Guerre mondiale, la vie de Kata prend un tournant inattendu. Elle apprend qu'en raison des activités de résistance de son mari, tous deux doivent se cacher quelque temps. Elle reçoit de nouveau papiers d'identité en tant qu'épouse de János Bíró, un réfugié transylvain, et découvre un nouveau foyer et un nouveau mari qui lui est inconnu. Kata, effrayée et ne sachant que faire, se tourne vers cet homme avec confiance et s'ouvre à lui, attendant de lui qu'il réponde à ses questions, qu'il la comprenne et la soutienne. Mais János Bíró, un combattant expérimenté du mouvement de résistance, a été rendu méfiant par des expériences humaines et historiques difficiles, et accueille Kata avec suspicion et froideur, exigeant d'elle la prudence la plus stricte vis-à-vis de tout et de tout le monde.

## Fiche technique
- Titre : Bizalom
- Réalisation : István Szabó
- Scénario : István Szabó d'après son histoire et celle d'Erika Szántó
- Directeur de la photo : Lajos Koltai
- Cadreur : Rudolf Graczer
- Décors : József Romvári
- Montage : Zsuzsa Csákány
- Son : György Fék
- Sociétés de production : Mafilm, Objektiv Film
- Société de distribution : Mokép
- Pays de production :  Hongrie
- Genre : Drame
- Durée : 105 minutes
- Date de sortie :  1979

## Distribution
- Ildikó Bánsági : Kata
- Péter Andorai : János Biro
- Oszkárné Gombik : la vieille tante
- Károly Csáki : le vieil oncle
- Ildikó Kishonti : Erzsi (Bözsi)
- Lajos Balázsovits : le mari de Kata
- Tamás Dunai : Günther Hoffmann
- Zoltán Bezerédy : Pali
- Danielle du Tombe : Elza
- László Littmann : le docteur Czakó
- Judit Halász : la femme de János
- Károly Kovács : le serveur